# Flying in a Blue Dream (canção)
"Flying in a Blue Dream" é uma das mais famosas canções do guitarrista virtuoso estadunidense Joe Satriani. Presente no álbum Flying in a Blue Dream, de 1989, em 2014, ela foi eleita pelo canal VH1 como a "4ª Melhor Faixa Instrumental de Hard Rock & Heavy Metal de todos os tempos".
A introdução da canção (onde é possível ouvir uma voz) não havia sido planejada, quando da sua gravação. Porém, quando o músico estava no estúdio, aparentemente seu amplificador captou uma frequência de um canal de TV, ou de rádio. O produtor John Cuniberti simplesmente disse: "Eu estou gravando isso", e prosseguiu. Satriani e Cuniberti decidiram deixar este som na música. Assim, na introdução da cancão, é possível ouvir a voz de um garotinho dizendo "and afterward, sometimes they like each other and sometimes they don’t". Quando tocado ao vivo, o feedback da introdução é produzido por Satriani e então manipulado movendo fisicamente ele e sua guitarra para diferentes posições em relação ao seu amplificador - isso altera as frequências do feedback, dando uma gama interessante de variações no feedback inicial. Satriani sabe onde os harmônicos são gerados em cada palco da turnê, "mapeando-os" durante a passagem de som e marcando os pontos físicos no palco com fita adesiva.
Em uma entrevista, Satriani disse que "esta canção é sobre um sonho recorrente que, inicialmente, eu tinha como uma criança. Um sonho onde o jovem Joe iria começar a sair de seu quarto voando, e ao longo do tempo acabar em um mundo de sonho azul translúcido e cristalizado."

## Prêmios
Inclusões em Rankings
Em 2014, a canção foi eleita pelo canal VH1 como a "4ª Melhor Faixa Instrumental de Hard Rock & Heavy Metal de todos os tempos". Já em 2022, a revista estadunidense Guitar World Magazine, ao incluir a canção em sua lista de 50 Melhores Solos de Guitarra, afirmou: "Este é o exemplo preferido de todo professor de violão para o modo Lídio. O legato fácil de Satch aprimora a qualidade onírica do modo para um som que faz jus ao título. Todos podem aprender com a maneira como Joe usa slides, vibrato e martelos para transformar uma melodia simples em uma declaração tão poderosa. Duplicar suas lambidas é um pouco mais especializado. Quando a música ganha velocidade aos 2:38, Satch passa do lídio para o mixolídio para um fraseado mais tipicamente rock. Aos 3h08 ele volta para Lydian e a pista recupera a sensação de flutuação que tinha no início".
| Ano  | Publicação                    | Ranking                                                    | Posição     | Ref.  |
| ---- | ----------------------------- | ---------------------------------------------------------- | ----------- | ----- |
| 2014 | Canal VH1                     | The 20 Greatest Heavy Metal & Hard Rock Instrumental Songs | 4ª Posição  | [ 3 ] |
| 2022 | Revista Guitar World Magazine | The 50 greatest guitar solos of all time                   | 40ª Posição | [ 7 ] |

## Na mídia
- Segundo o site IMDB, a canção faz parte da trilha-sonora do filme A Ladrona, de 1987[8].
- Flying in a Blue Dream já foi usada como tema de um dos comerciais dos cigarros hollywood[9].